# توپولین (شهرستان وارساف وست)
توپولین (به لهستانی:  Topolin) یک روستا در لهستان است که در Gmina Stare Babice واقع شده‌است. توپولین ۲۱۹ نفر جمعیت دارد.